# Abdel Rahman Amin
Abdel Rahman Amin (in arabo عبد الرحمن امين‎?; Il Cairo, 31 dicembre 1941 – Il Cairo, novembre 2011) è stato un pallanuotista egiziano.

## Biografia
Ha rappresentato la Rep. Araba Unita ai Giochi olimpici estivi di Roma 1960 e di Tokyo 1964.